# 广厦街道
广厦街道，是中华人民共和国广东省汕头市金平区下辖的一个乡镇级行政单位。

## 行政区划
广厦街道下辖以下地区：
杜鹃社区、浮东社区、浮西社区、荷花社区、珠厦社区、葵花社区、樱花社区、红荔社区、金禧社区、金桐社区和嘉顿社区。